# Стефан Хаджиниколов
Стефан Хаджиниколов (на македонска литературна норма: Стефан Хаџи-Николов) е художник от Северна Македония.

## Биография
Роден е в 1955 година в Скопие, тогава в Югославия. Завършва Педадогическата академия в Скопие в 1975 година. Член е на Дружеството на художниците на Македония от 1984 година. Хаджиниколов реализира 40 самостоятелни изложби и участва в над 100 колективни изложби в страната и чужбина. Носител е на много награди.